# La Semana (periódico)
El periódico La Semana  es un medio de comunicación escrita de distribución gratuita de la ciudad de Dos Hermanas (Sevilla).

## Historia
Fue fundado en 1996. Su número 0 vio la luz el Día de Andalucía de ese año. Su antecedente fue la revista Actualidad Nazarena, que inició su andadura en enero de 1994. Fue el primer medio de comunicación escrito con circulación regular de la Democracia en Dos Hermanas.
Su ámbito informativo es la actualidad de la ciudad a través de sus secciones: es noticia, la opinión, aulas (educación), la cultura, tramo cofrade (información de cofradías), el deporte, memoria dh (historia), economía y servicios.
La financiación del periódico está basada en los ingresos por publicidad de sus anunciantes, siendo el 70 por ciento pequeñas y medianas empresas. 
Edita la empresa nazarena Editec Sur S.L.
La tirada media anual durante 2018 ha sido de 12.000 ejemplares semanales.
El periódico se distribuye por toda la ciudad en los establecimientos públicos (kioscos de prensa, comercios, organismos públicos...)
Depósito legal: SE-1929-96.
ISSN: 1889-3333.
Tiene una versión digital desde abril de 2006 alojada en el sitio https://www.periodicolasemana.es en la que se vuelcan íntegramente los contenidos de la edición impresa y se publican diariamente las últimas noticias.,